# 2014년 동계 올림픽 크로아티아 선수단
2014년 동계 올림픽 크로아티아의 올림픽 선수단은 러시아 소치에서 개최된 2014년 동계 올림픽에 참가한 올림픽 크로아티아 선수단이다.

## 메달 집계

### 종목별 메달 수
| 종목 | 1 | 2 | 3 | 합계 |